# 北海道道747号上羽幌羽幌停車場線

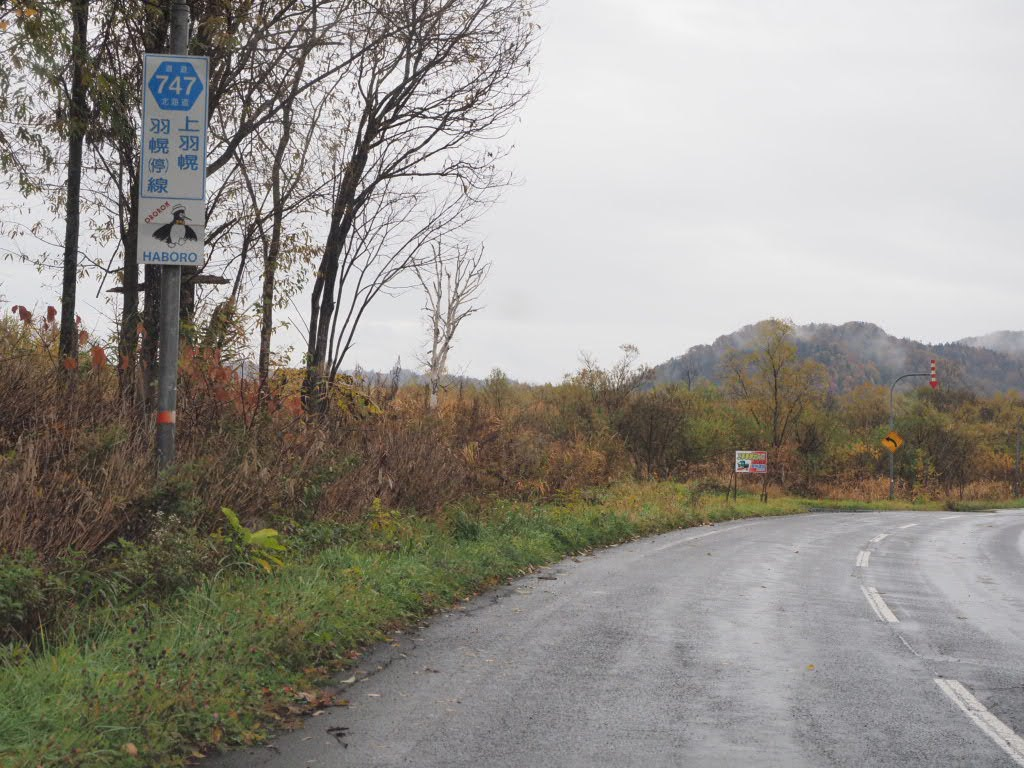
道道747号標識

北海道道747号上羽幌羽幌停車場線（ほっかいどうどう747ごう かみはぼろはぼろていしゃじょうせん）は、北海道苫前郡羽幌町内を結ぶ一般道道（北海道道）である。

## 概要

### 路線データ
- 起点：北海道苫前郡羽幌町字上羽幌（北海道道741号上遠別霧立線交点）
- 終点：北海道苫前郡羽幌町南7条3丁目（国鉄 羽幌線 羽幌駅跡）
- 総延長：20.279 km
- 実延長：19.040 km
- 重用延長：1.239 km

### 道路管理者
- 留萌振興局 留萌建設管理部 羽幌出張所

## 歴史
- 1972年（昭和47年）3月31日 - 路線認定[1]。
- 1987年（昭和62年）3月30日 - 羽幌線の廃線に伴い、羽幌駅は廃駅となる。

## 路線状況

### 重複区間
- 国道232号（羽幌町北町 - 羽幌町南大通3）

### 道路施設

#### 主な橋梁
- 興勢橋（83 m、羽幌川、羽幌町字上羽幌）
- 共栄橋（67 m、羽幌川、羽幌町字上羽幌）
- 待恋橋（70 m、羽幌川、羽幌町字上羽幌）
- 栄橋（80 m、羽幌川、羽幌町字平）
- 平橋（60 m、羽幌川、羽幌町字平）
- 平原橋（39 m、福寿川、羽幌町南 - 羽幌町字朝日）

#### 道の駅
- 道の駅ほっと♡はぼろ（羽幌町北3条1丁目）

## 地理

### 通過する自治体
- 留萌振興局
  - 苫前郡羽幌町

### 交差する道路
羽幌町
- 北海道道741号上遠別霧立線 - 字上羽幌（起点）
- 北海道道762号平羽幌線 - 字平
- 北海道道437号羽幌原野古丹別停車場線 - 字中央
- 国道232号 - 北町、南大通3（重複）
- 北海道道547号羽幌港線 - 南大通3丁目

### 沿線にある施設など
羽幌町
- 羽幌町立羽幌中学校